# 1805 Dirikis
1805 Dirikis è un asteroide della fascia principale del diametro medio di circa 25,7 km. Scoperto nel 1970, presenta un'orbita caratterizzata da un semiasse maggiore pari a 3,1329286 UA e da un'eccentricità di 0,1209608, inclinata di 2,51702° rispetto all'eclittica.
Il nome dell'asteroide proviene da Matiss A. Dirikis, astronomo lettone.